# Tritoma sanguinipennis
Tritoma sanguinipennis är en skalbaggsart som först beskrevs av Thomas Say 1825.  Tritoma sanguinipennis ingår i släktet Tritoma och familjen trädsvampbaggar. Inga underarter finns listade i Catalogue of Life.